# قائمة مؤلفات ابن حجر العسقلاني
شهاب الدين أبو الفضل أحمد بن علي بن محمد بن محمد بن علي بن محمود بن أحمد بن أحمد بن الكناني العسقلاني ثم المصري الشافعي (شعبان 773 هـ/1371م - ذو الحجة 852 هـ/1449م)، الشهير بـ ابن حجر العسقلاني، ولد في مصر العتيقة في شعبان سنة 773 ه‍، ومات أبوه وله من العمر أربع سنوات، وكانت أمه قد ماتت قبل ذلك أيضاً، ونشأ في رعاية وصيه زكي الدين الخُرُّوبي (ت 787 هـ) أحد كبار التجار في مصر، وأكمل حفظ القرآن الكريم وله تسع سنين، وحفظ مجموعة من المتون في فنون شتى وهو صغير، ثم تدرج في طلب العلم، فاهتم أولاً بالأدب والتاريخ، ثم حُبِّب إليه علمُ الحديث.
وكان ابتداؤه في التصنيف في حدود سنة 796هـ. وبسبب هذه البداية المبكرة في التصنيف، وما رزقه الله من سعة الاطلاع، ودقة الفهم، والذكاء المفرط، كان للحافظ بن حجر المؤلفات البديعة، والمصنفات الكثيرة، ولقد أوصل الحافظ السخاوي عدد مصنفات ابن حجر إلى 270 مصنفا، وذكر الحافظ السيوطي في نظم العقيان 200 مصنفا. وقد تنوعت مصنفاته، فصنف في علوم القرآن، وعلوم الحديث بنوعية رواية ودراية، وفي العقيدة، والفقه، والتاريخ، وغير ذلك، ومن أشهر مصنفاته: «فتح الباري شرح صحيح البخاري»، و«تهذيب التهذيب»، و«تقريب التهذيب»، و«لسان الميزان»، و«الإصابة في تمييز الصحابة»، و«الدرر الكامنة في أعيان المائة الثامنة»، و «نخبة الفكر في مصطلح أهل الأثر»، وشرحها، إلى غير ذلك من المصنفات.
ولقد كثر ثناء الأئمة والعلماء على تصانيفه في حياته وبعد موته، ومن ذلك ما قاله ابن فهد في ذيل التذكرة: «ألف التآليف المفيدة والمليحة الجليلة السائرة الشاهدة له بكل فضيلة الدالة على غزارة فوائده والمعربة عن حسن مقاصده جمع فيها فأوعى وفاق أقرانه جنسا ونوعا التي تشنفت لسماعها الأسماع وانعقد على كمالها لسان الإجماع فرزق فيها الحظ السامي على اللمس وسارت بها الركبان سير الشمس فأولاها بالتعظيم وأولها في التقديم فتح الباري في شرح البخاري». وقال السيوطي في ذيل طبقات الحفاظ: «وصنف التصانيف التي عم النفع بها كشرح البخاري الذي لم يصنف أحد في الأولين والآخرين مثله». وقال: «وله تعاليق وتخاريج ما الحفاظ والمحدثون لها إلا محاويج». ويقول تلميذه برهان الدين البقاعي: «سارت مصنفاتُه في جميع الآفاق، وكانت فتاويه وأماليه كالشمس في الإشراق»، وقال قطب الدين الخضيري: «وصنَّف التَّصانيف المفيدة البالغة في الإحسان، النافعة لكل إنسان»
ومع جودة كتبه، فقد كان يقول كما ذكر تلميذه السخاوي (ت 902 هـ): «لست راضياً عن شيء من تصانيفي؛ لأني عملتها في ابتداء الأمر، ثم لم يتهيأ لي مَنْ يُحرِّرُها معي، سوى: «شرح البخاري»، و «مقدمته»، و «المشتبه»، و «التهذيب»، و «لسان الميزان»، وأما سائر المجموعات فهي كثيرة العَدَد واهية العُدَد، ضعيفةُ القُوى، ظامئة الرُّوى».

## قائمة المؤلفات

### العقيدة
| # | اسم الكتاب                                | ملاحظات | الحالة | رابط   |
| - | ----------------------------------------- | --- | ------ | ------ |
| 1 | الآيات النَّيِّرات في معرفة الخوارق والمعجزات | لا يوجد وصف له في المصادرالتي ذكرته، وتسميه بعض المصادر «الآيات النيرات بخوارق المعجدزات» أو «الآيات النيِّرات لخوارق المعجزات». |        |        |
| 2 | البحث عن أحوال البعث                      | |        |        |
| 3 | الغنية في مسألة الرؤية                    | مسألة رؤية النبي ﷺ ربه سبحانه وتعالى في ليلة الإسراء ومن أثبت ذلك ومن نفاه                                                     | مطبوع  | الكتاب |

### علوم القرآن
| # | اسم الكتاب                                             | ملاحظات | الحالة | رابط   |
| - | ------------------------------------------------------ | --- | ------ | ------ |
| 1 | العجاب في بيان الأسباب                                 | نص ابن حجر على هذه التسمية في مقدمة الكتاب، وذكر له السخاوي عنوانين آخرين هما: «الإعجاب بتبيان الأسباب»، و«العباب في بيان الأسباب»، وسماه السيوطي «أسباب النزول». وهو كتاب يتكلم عن أسباب نزول آيات القرآن، وقد طبع عدة مرات. | مطبوع  | الكتاب |
| 2 | الإتقان في جمع أحاديث فضائل القرآن: من المرفوع والموقف | ذكره البقاعي، وابن العماد الحنبلي، وحاجي خليفة باسم «الإتقان في فضائل القرآن». جمع فيه مؤلفه أحاديث وآثار في فضائل القرآن الكريم، وهو من مصنفاته التي لم تكمل. |        |        |
| 3 | الإحكام لبيان ما في القرآن من الإبهام                  | ذكره السخاوي وابن العماد الحنبلي، وحاجي خليفة. جمع فيه الحافظ ابن حجر بين كتابي «التعريف والأعلام لما في القرآن من الإيهام» للإمام أبي قاسم السهيلي (ت 581هـ)، و«ذيل التعريف والأعلام» لابن عَسْكَر (ت 636 هـ)، وقد أحال عليه في كتاب الإصابة بقوله: «...وقد بسطته في كتابي مبهمات القرآن». توجد منه نسخة في مكتبة برلين كما ذكر محقق الدرر الكامنة. | مخطوط  |        |
| 4 | تجريد التفسير من صحيح البخاري                          | جرد فيه الحافظ ابن حجر العسقلانى التفسير من صحيح البخاري ورتبه على ترتيب السور. |        |        |
| 5 | كتاب في بيان الآيات المتشابهات في القرآن الكريم        | ذكره السخاوي ولم يذكرعنوانه، لكنه أعطى وصف موجزاً له، وذكر أن ابن حجرلخصه من كتاب «درة التنـزيل وغرة التأويل» للإسكافي، وزاد عليه مواضع. وهو من مؤلفات ابن حجر المفقودة. | مفقود  |        |

### الحديث
| #  | اسم الكتاب                                                                 | ملاحظات | الحالة    | رابط   |
| -- | -------------------------------------------------------------------------- | --- | --------- | ------ |
| 1  | نخبة الفكر في مصطلح أهل الأثر                                              | سماه ابن حجر بهذا الاسم في مقدمة الكتاب، وهو من أشهر مصنفاته، جمع فيه مقاصد الأنواع التي عند ابن الصلاح، وزاد عليها أنواعاً لم يذكرها، فضم هذا المصنف مائة نوع من أنواع علوم الحديث. وقد أعتنى العلماء به وشرحه الكثيرون، وشرحه الحافظ ابن حجر نفسه في كتاب آخر سماه «نزهة النظر». وقد طبع عدة مرات منفرداً أو مع شرحه، أو مع مصنفات ابن حجر، أو مصنفات غيره.                                                                                    | مطبوع     | الكتاب |
| 2  | نزهة النظر في توضيح نخبة الفكر في مصطلح أهل الأثر                          | | مطبوع     | الكتاب |
| 3  | النكت على كتاب ابن الصلاح                                                  | وقد سمَّاه ابن حجر نفسه بهذا الاسم فقد قال ناسخ إحدى مخطوطات الكتاب وهي اليمنية بعد ذكره اسم الكتاب: «هكذا مكتوب بخط المؤلف على أصله الذي هو أصل هذا الكتاب وجميعه بخطه»، ويؤيده قول ابن حجر في نزهة النظر: «وقد أوضحت ذلك في النكت على ابن الصلاح»، وذكره السيوطي في «نظم العيقان» باسم «الإيضاح بنكت ابن الصلاح»، والكتاني في «الرسالة المستطرقة» باسم «الإفصاح على نكت ابن الصلاح». وقد طبع في السعودية سنة 1984 بتحقيق د. ربيع بن هادي عمير. | مطبوع     | الكتاب |
| 4  | رسالة في مصطلحات أهل الحديث                                                | توجد منها ثلاث نسخ مخطوطة في دار الكتب المصرية. | مخطوط     | –      |
| 5  | النكت شرح على الألفية                                                      | ذكره السخاوي في «الجوهر والدر»، والسيوطي في «نظم العيقان»، والبقاعي في «عنوان الزمان». | غير معروف | –      |
| 6  | علم الوشي فيمن يروي عن أبيه عن جده                                         | اختصره من كتاب الحافظ العلائي المسمّى «الوشي المعلم فيمن روى عن أبيه عن جده عن النبي - صلى الله عليه وسلم-» وزاد عليه تراجم كثيرة جدا. |           |        |
| 7  | نزهة السامعين في رواية الصحابة عن التابعين                                 | اختصره من كتاب «تلخيص رواية الصحابة عن التابعين» للخطيب البغدادي، ورتبه على حروف المعجم في أسماء التابعين، طبع في دار الهجرة سنة 1995م بتحقيق طارق محمود العمودي. | مطبوع     | الكتاب |
| 8  | تلخيص التصحيف للدارقطني                                                    | ذكره السخاوي في «الجوهر والدر»، والسيوطي في «نظم العيقان». |           |        |
| 9  | فتح الباري شرح صحيح البخاري                                                | | مطبوع     | الكتاب |
| 10 | هدي الساري مقدمة فتح الباري                                                | | مطبوع     | الكتاب |
| 11 | النكت علي تنقيح الزركشي علي البخاري                                        | |           |        |
| 12 | الملتقط من "التلقيح في شرح الجامع الصحيح"                                  | |           |        |
| 13 | شرح الترمذي                                                                | كتب منه قدر مجلدة مسودة، وفتر عزمه عنه، وقال عنه: لو كمُلَ لجاء في خمسة عشر سِفْراً أو ستة أسفار كبار |           |        |
| 14 | المُقرَّر في شرح المحرر، لابن عبد الهادي                                      | لم يكمله، وقال عنه: لو كمُل لكان قدر خمس مجلدات |           |        |
| 15 | نكت شرح مسلم للنووي في المقدمة وغيرها                                      | من مصنفاته التي لم تكمل |           |        |
| 16 | التقاط اعتراض ابن عبد الهادي من منتقاه من شرح مسلم للنووي عليه خاصة في جزء | |           |        |
| 17 | النكت على نكت العمدة له                                                    | |           |        |
| 18 | النكت علي شرح العمدة لشيخه ابن الملقن                                      | من مصنفاته التي لم تكمل |           |        |
| 19 | تقريب الغريب الواقع في البخاري                                             | |           |        |
| 20 | التعليق النافع في النكت على جمع الجوامع                                    | |           |        |
| 21 | التذكرة الحديثية                                                           | |           |        |
| 22 | أفراد مسلم علي البخاري                                                     | |           |        |
| 23 | الأفراد الحسان من مسند الدارمي عبد الله بن عبد الرحمن                      | |           |        |
| 24 | ثنائيات الموطأ                                                             | |           |        |
| 25 | الثلاثيات للبخاري                                                          | |           |        |
| 26 | خماسيات الدارا قطني                                                        | |           |        |
| 27 | جزء من حديث النجم البالسي                                                  | |           |        |
| 28 | جزء من حديث التقي الدجوي                                                   | |           |        |
| 29 | جدزء من حديث العز الطيبي                                                   | |           |        |
| 30 |                                                                            | |           |        |

### الفقه وأصوله
| #  | اسم الكتاب                                                   | ملاحظات | الحالة    | رابط   |
| -- | ------------------------------------------------------------ | --- | --------- | ------ |
| 1  | بلوغ المرام من أدلة الأحكام                                  | جمع فيه مؤلفه عددًا من الأحاديث في أصول الأحكام، وبلغت هذه الأحاديث "1596" حديثًا، ونظَرًا لأهميَّة الكتاب الكبيرة، فقد اهتمَّ به العلماء قديماً وحديثاً بالحفظ والشَّرح والتوضيح، وقد طُبِع عدَّة طبعات.                               | مطبوع     | الكتاب |
| 2  | الأسمح الأصلح في صحة إمامة غير الأفصح                        | ذكره السيوطي في نظم العيقان بعنوان «الأصلح في صحة إمامة غير الأفصح»، وذكره عبد الحي الكتاني في فهرس الفهارس بعنوان «الأصلح غير الأفصح».                                                                                 |           |        |
| 3  | تبيين العجب بما ورد في فضل رجب                               | عبارة عن رسالة جمع فيها ابن حجر جمهرة الأحاديث الواردة في فضائل شهر رجب وصِيامه والصلاة فيه، وقسَّمها إلى ضعيفة وموضوعة، فكان الضعيف أحد عشر حديثًا، وكان الموضوعُ واحدًا وعشرين حديثًا. طبع عدة طبعات.                        | مطبوع     | الكتاب |
| 4  | خبر الثبت بصيام السبت                                        | وهو من مؤلفاته المفقودة، قال الدكتور شاكر محمود عبد المنعم: «لم نعرف عنه سوى اسمه الذي ورد في: الجواهر والدرر، ونظم العيقان، وفهرس الفهارس».                                                                            | مفقود     |        |
| 5  | الجواب الجليل عن حكم بلد الخليل                              | وقد سماه ابن حجر في الإصابة: (البناء الجليل في حكم بلد الخليل). طبع في دار البشائر الإسلامية سنة 2009 ضمن سلسلة لقاء العشر الأواخر، بتحقيق د.عبد الستار أبو غدة.                                                        | مطبوع     | الكتاب |
| 6  | كشف الستر عن حكم الصلاة بعد الوتر                            | رسالة لطيفة في بيان حكم الركعتين اللتين روي أن النبي ﷺ كان يصليهما بعد الوتر. | مطبوع     | الكتاب |
| 7  | شرح مناسك المنهاج للنووي                                     | |           |        |
| 8  | مناسك الحج                                                   | |           |        |
| 9  | التتبع لصفة التمتع                                           | | مطبوع     | الكتاب |
| 10 | الممتع حكم المتمتع                                           | | مطبوع     | الكتاب |
| 11 | التمتع علي مذهب حنيفة                                        | |           |        |
| 12 | قوة الحجاج في عموم المغفرة للحجاج                            | صنفه لسؤال سائل عن حديث العباس بن مرداس السلمي في مغفرة الله ذنوب الحاج ذي التبعات. وقد طبع الكتاب بمصر قديماً بتحقيق الشيخين عبد الله بن الصديق الغماري وعبد الوهاب عبد اللطيف.                                         | مطبوع     | الكتاب |
| 13 | شرح الروضة للنووي                                            | | مخطوط     | الكتاب |
| 14 | جزء في إحداث الجمعة بمدرسة ابن سويد بمصر                     | طبع في دار البشائر الإسلامية سنة 2019 م ضمن سلسلة لقاء العشر الأواخر بالمسجد الحرام . | مطبوع     | –      |
| 15 | عجب الدهر في فتاوى شهر                                       | |           |        |
| 16 | النكت علي شرح المهذب للنووي                                  | ذكره السخاوي في «الجوهر والدر»، والسيوطي في «نظم العيقان»، والبقاعي في «عنوان الزمان». وقال السخاوي: لم يكمله بل شرع في أوائله.                                                                                         | غير معروف | –      |
| 17 | تمهيد العقود الجمة في تجديد عقود الأمة                       | ذكره السخاوي في «الجوهر والدر»، وذكره ابن خليل الدمشقي في «جمان الدرر» بعنوان «تمهيد العقود الجمة في تجديد عقود الذمة».                                                                                                 | غير معروف | –      |
| 18 | كتاب مسألة السريجية                                          | ذكره السيوطي «نظم العيقان» وعده ضمن المؤلفات التي شرع فيها ابن حجر ولم يكملها، وقال البقاعي في «عنوان الزمان»: «شرح النظم وكلام الناس في المسألة الزيجية (كذا) في الطلاق سماه ...(بياض بالأصل) إن كمل يكون عديم المثل». | غير معروف | –      |
| 19 | مسألة الدَّور في مجلد                                          | ذكره السخاوي في «الجوهر والدر»، وابن خليل الدمشقي في «جمان الدرر». | غير معروف | –      |
| 20 | مسألة شراء السلطان بماله لنفسه من أراضي بيت المال -في كراسة- | ذكره السخاوي في «الجوهر والدر»، وابن خليل الدمشقي في «جمان الدرر». | غير معروف | –      |
| 21 | تلخيص مسألة الساكت، تصنيف بعض تلامذته                        | ذكره السخاوي في «الجوهر والدر»، وابن خليل الدمشقي في «جمان الدرر». | غير معروف | –      |
| 22 | قوة الحيٌل في الكلام على الحيل                                | ذكره السخاوي بهذا العنوان، وذكره السيوطي وابن خليل الدمشقي بعنوان «قوة الحيل في الكلام على الخيل». | غير معروف | –      |
| 23 | قوة السَّير في حكم عمل الخير عن الغير                          | ذكره السخاوي في «الجوهر والدر»، وابن خليل الدمشقي في « جمان الدرر». | غير معروف | –      |
| 24 | مجلس في تحريم الظلم                                          | ذكره السخاوي في «الجوهر والدر»، وابن خليل الدمشقي في «جمان الدرر». | غير معروف | –      |
| 25 | جزء في التهنئة في الأعياد وغيرها                             | ذكره السخاوي في «الجوهر والدر»، وابن خليل الدمشقي في «جمان الدرر». | غير معروف | –      |
| 26 | المجلس الجمالي، أول ما فتحت                                  | ذكره السخاوي في «الجوهر والدر»، وابن خليل الدمشقي في «جمان الدرر». | غير معروف | –      |
| 27 | الرحى الدائرة على اليمين الدائرة                             | ذكره السخاوي في «الجوهر والدر» وقال عنه إنه سفر صغير، وذكره ايضاً ابن خليل الدمشقي في «جمان الدرر». | غير معروف | –      |
| 28 | الشمس المُنيرة في معرفة الكبيرة وتمييزها من الصغيرة           | ذكره السخاوي وابن العماد الحنبلي بهذا العنوان، وذكره السيوطي في «نظم العيقان» بعنوان «الشمس المُنيرة في تعريف الكبيرة».                                                                                                  | غير معروف | –      |
| 29 |                                                              | |           |        |
| 30 |                                                              | |           |        |

## انظر ايضاً
- فتح الباري
- ابن حجر العسقلاني

## وصلات خارجية
- قائمة كتب ابن حجر - المكتبة الشاملة
- ما طبع من كتب ابن حجر - مكتبة الألوكة